# Ceretes inornata
Ceretes inornata är en fjärilsart som beskrevs av Walker 1869. Ceretes inornata ingår i släktet Ceretes och familjen Castniidae. Inga underarter finns listade i Catalogue of Life.